# Herrarnas 67 kg i tyngdlyftning vid olympiska sommarspelen 2020
Herrarnas tyngdlyftning i 67-kilosklassen vid olympiska sommarspelen 2020 hölls den 25 juli 2021 i Tokyo International Forum i Tokyo.
Chen Lijun från Kina tog guld, colombianska Luis Javier Mosquera tog silver och Mirko Zanni från Italien tog brons.

## Tävlingsformat
Varje tyngdlyftare får tre försök i ryck och stöt. Deras bästa resultat i de båda lyften kombineras till ett totalt resultat. Om någon tävlande misslyckas att få ett godkänt lyft, så blir de utslagna. Ifall två tyngdlyftare hamnar på samma resultat, är idrottaren med lägre kroppsvikt vinnare.

## Rekord
Innan tävlingens start gällde följande rekord.
| Världsrekord | Ryck   | Huang Minhao (CHN) | 155 kg | Tokyo, Japan      | 6 juli 2019       |
| Världsrekord | Stöt   | Pak Jong-ju (PRK)  | 188 kg | Pattaya, Thailand | 20 september 2019 |
| Världsrekord | Totalt | Chen Lijun (CHN)   | 339 kg | Ningbo, Kina      | 21 april 2019     |

## Resultat
| Placering | Idrottare                    | Nation     | Grupp | Kroppsvikt | Ryck (kg) | Ryck (kg) | Ryck (kg) | Ryck (kg) | Stöt (kg) | Stöt (kg) | Stöt (kg) | Stöt (kg) | Totalt   |
| Placering | Idrottare                    | Nation     | Grupp | Kroppsvikt | 1         | 2         | 3         | Resultat  | 1         | 2         | 3         | Resultat  | Totalt   |
| --------- | ---------------------------- | ---------- | ----- | ---------- | --------- | --------- | --------- | --------- | --------- | --------- | --------- | --------- | -------- |
| 1         | Chen Lijun                   | Kina       | A     | 66,85      | 145       | 150       | 151       | 145       | 175       | 187       | —         | 187 0OR0  | 332 0OR0 |
| 2         | Luis Javier Mosquera         | Colombia   | A     | 66,85      | 148       | 151       | 151       | 151       | 175       | 180       | 180       | 180       | 331      |
| 3         | Mirko Zanni                  | Italien    | A     | 66,95      | 145       | 150       | 150       | 145       | 172       | 177       | 177       | 177       | 322      |
| 4         | Han Myeong-mok               | Sydkorea   | A     | 66,90      | 142       | 147       | 149       | 147       | 167       | 174       | 174       | 174       | 321      |
| 5         | Talha Talib                  | Pakistan   | A     | 66,95      | 144       | 147       | 150       | 150       | 166       | 166       | 170       | 170       | 320      |
| 6         | Adkhamjon Ergashev           | Uzbekistan | A     | 67,00      | 139       | 139       | 144       | 139       | 173       | 184       | 184       | 173       | 312      |
| 7         | Mitsunori Konnai             | Japan      | A     | 66,95      | 135       | 135       | 135       | 135       | 165       | 172       | 178       | 172       | 307      |
| 8         | Goga Chkheidze               | Georgien   | B     | 66,95      | 133       | 133       | 138       | 133       | 164       | 169       | 173       | 169       | 302      |
| 9         | Deni                         | Indonesien | A     | 66,75      | 135       | 135       | 140       | 135       | 166       | 171       | 171       | 166       | 301      |
| 10        | Jonathan Muñoz               | Mexiko     | B     | 66,85      | 135       | 139       | 139       | 135       | 163       | 163       | 170       | 163       | 298      |
| 11        | Tojonirina Andriantsitohaina | Madagaskar | B     | 66,00      | 130       | 130       | 138       | 130       | 155       | 165       | 165       | 155       | 285      |
| 12        | Ruben Katoatau               | Kiribati   | B     | 67,00      | 105       | 110       | 110       | 105       | 132       | 140       | 145       | 140       | 245      |
| —         | Muhammed Furkan Özbek        | Turkiet    | A     | 66,70      | 142       | 145       | 145       | 142       | 173       | 173       | 173       | —         | —        |
| —         | Bernardin Matam              | Frankrike  | A     | 66,95      | 132       | 135       | 138       | 135       | 171       | 171       | 172       | —         | —        |